# Campionato tedesco maschile di pallanuoto
Il campionato tedesco maschile di pallanuoto è l'insieme dei tornei pallanuotistici maschili nazionali per club organizzati dalla Deutscher Schwimm-Verband.
Il primo campionato tedesco risale al 1912 e viene disputato annualmente. Il suo massimo livello, in cui si assegna il titolo di campione nazionale, è denominato Deutsche Wasserball-Liga.
La squadra campione in carica è il Waspo Hannover, mentre i berlinesi dello Spandau sono il club più vincente della rassegna, avendo conquistato il titolo nazionale per 38 volte.

## Struttura dei campionati

### Deutsche Wasserball-Liga
La Deutsche Wasserball-Liga, abbreviata in DWL, è la massima divisione del campionato. Le partecipanti sono 16 e vengono divise in due gironi distinti al termine dei quali le formazioni si incrociano nella griglia dei Play-off.
La formula è tuttavia molto particolare. I due gironi sono infatti composti in base al posizionamento in classifica nella stagione precedente, con le prime otto tutte inquadrate nel girone A e le restanti nel girone B. Solo le prime quattro del girone A si qualificano automaticamente ai playoff scudetto. Le ultime quattro del girone A e le prime quattro del girone B si affrontano in spareggi ad incrocio per stabilire quali altre squadre raggiungeranno i playoff. Le squadre sconfitte in questi spareggi vanno invece a completare la griglia dei playout per evitare la retrocessione, dove già attendono le ultime quattro del girone B.

### 2. Liga
La 2. Liga (Zweite Liga) è la seconda divisione del campionato tedesco. Si disputa annualmente su quattro gironi territoriali.

## Albo d'oro
- 1912:  Germania Berlin
- 1913:  Germania Berlin
- 1919:  Frankfurter
- 1920:  Nikar Heidelberg
- 1921:  W98
- 1922:  W98
- 1923:  W98
- 1924:  Hellas Magdeburg
- 1925:  Hellas Magdeburg
- 1926:  Hellas Magdeburg
- 1927:  W98
- 1928:  Hellas Magdeburg
- 1929:  Hellas Magdeburg
- 1930:  Hellas Magdeburg
- 1931:  Hellas Magdeburg
- 1932:  Weissensee 96
- 1933:  Hellas Magdeburg
- 1934:  Weissensee 96
- 1936:  W98
- 1937:  W98
- 1938:  W98
- 1939:  Duisburger '98
- 1940:  Duisburger '98
- 1941:  Duisburger '98
- 1942:  Luftwaffen Berlin
- 1943:  Wiener ASC
- 1947:  Barmen
- 1948:  W98
- 1949:  Barmen
- 1950:  Barmen
- 1951:  Barmen
- 1952:  Duisburger '98
- 1953:  Bayer Nürnberg
- 1954:  Rote Erde Hamm
- 1955:  Rote Erde Hamm
- 1956:  Rote Erde Hamm
- 1957:  Duisburg
- 1958:  Duisburger '98
- 1959:  Rote Erde Hamm
- 1960:  Rote Erde Hamm
- 1961:  Duisburger '98
- 1962:  Duisburger '98
- 1963:  Duisburg
- 1964:  Rote Erde Hamm
- 1965:  Duisburg
- 1966:  Rote Erde Hamm
- 1967:  Duisburg
- 1968:  Duisburg
- 1969:  Rote Erde Hamm
- 1970:  Würzburg 05
- 1971:  Rote Erde Hamm
- 1973:  Rote Erde Hamm
- 1974:  Würzburg 05
- 1975:  Rote Erde Hamm
- 1976:  Würzburg 05
- 1977:  Würzburg 05
- 1978:  Würzburg 05
- 1979:  Spandau
- 1980:  Spandau
- 1981:  Spandau
- 1982:  Spandau
- 1983:  Spandau
- 1984:  Spandau
- 1985:  Spandau
- 1986:  Spandau
- 1987:  Spandau
- 1988:  Spandau
- 1989:  Spandau
- 1990:  Spandau
- 1991:  Spandau
- 1992:  Spandau
- 1993:  Waspo Hannover
- 1994:  Spandau
- 1995:  Spandau
- 1996:  Spandau
- 1997:  Spandau
- 1998:  Spandau
- 1999:  Spandau
- 2000:  Spandau
- 2001:  Spandau
- 2002:  Spandau
- 2003:  Spandau
- 2004:  Spandau
- 2005:  Spandau
- 2006:  Cannstatt
- 2007:  Spandau
- 2008:  Spandau
- 2009:  Spandau
- 2010:  Spandau
- 2011:  Spandau
- 2012:  Spandau
- 2013:  Duisburg
- 2014:  Spandau
- 2015:  Spandau
- 2016:  Spandau
- 2017:  Spandau
- 2018:  Waspo Hannover
- 2019:  Spandau
- 2020:  Waspo Hannover
- 2021:  Waspo Hannover
- 2022:  Waspo Hannover
- 2023:  Spandau
- 2024:  Waspo Hannover
- 2025:  Waspo Hannover

## Vittorie per squadra
| Pos. | Squadra          | Vittorie |
| ---- | ---------------- | -------- |
| 1    | Spandau          | 38       |
| 2    | Waspo Hannover   | 15       |
| 3    | Rote Erde Hamm   | 11       |
| 4    | Magdeburg        | 8        |
| 5    | Duisburger '98   | 7        |
| 6    | Duisburg         | 5        |
| 6    | Würzburg 05      | 5        |
| 8    | Barmen           | 4        |
| 9    | Germania Berlin  | 2        |
| 9    | Weissensee       | 2        |
| 11   | Cannstatt        | 1        |
| 11   | Frankfurter      | 1        |
| 11   | Luftwaffen       | 1        |
| 11   | Bayer Nürnberg   | 1        |
| 11   | Nikar Heidelberg | 1        |
| 11   | Wiener ASC       | 1        |